# الواس
الواس (Elvas) یکی از شهرهای کشور پرتغال است. این شهر در حدود ۲۰۰ کیلومتری (۱۲۰ مایل) در شرق لیسبون و در حدود ۸ کیلومتری (۵/۵ مایل) غرب از قلعه اسپانیایی Badajoz، توسط راه‌آهن مادرید - باداژوز - لیسبون واقع شده‌است. جمعیت شهر از سال ۲۰۱۱ برابر ۲۳٫۰۷۸ بود، در مساحت ۶۳۱٫۲۹ کیلومتر مربع (۲۴۳٫۷۴ مایل مربع).

## نگارخانه

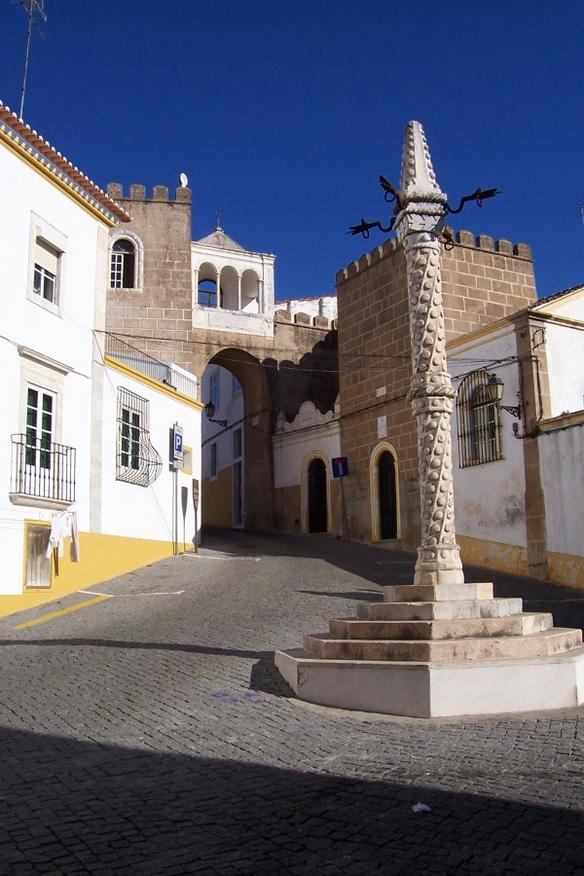
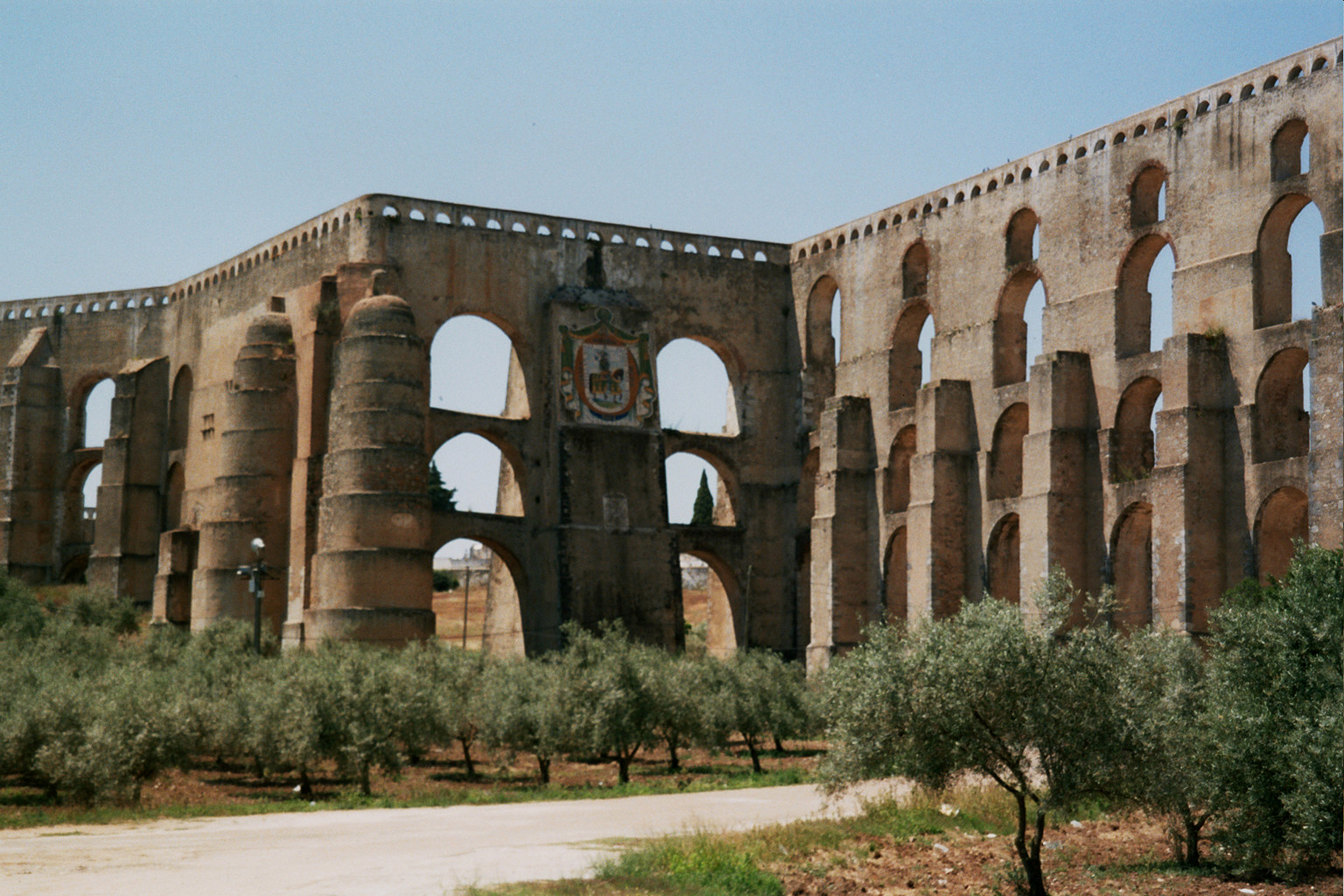
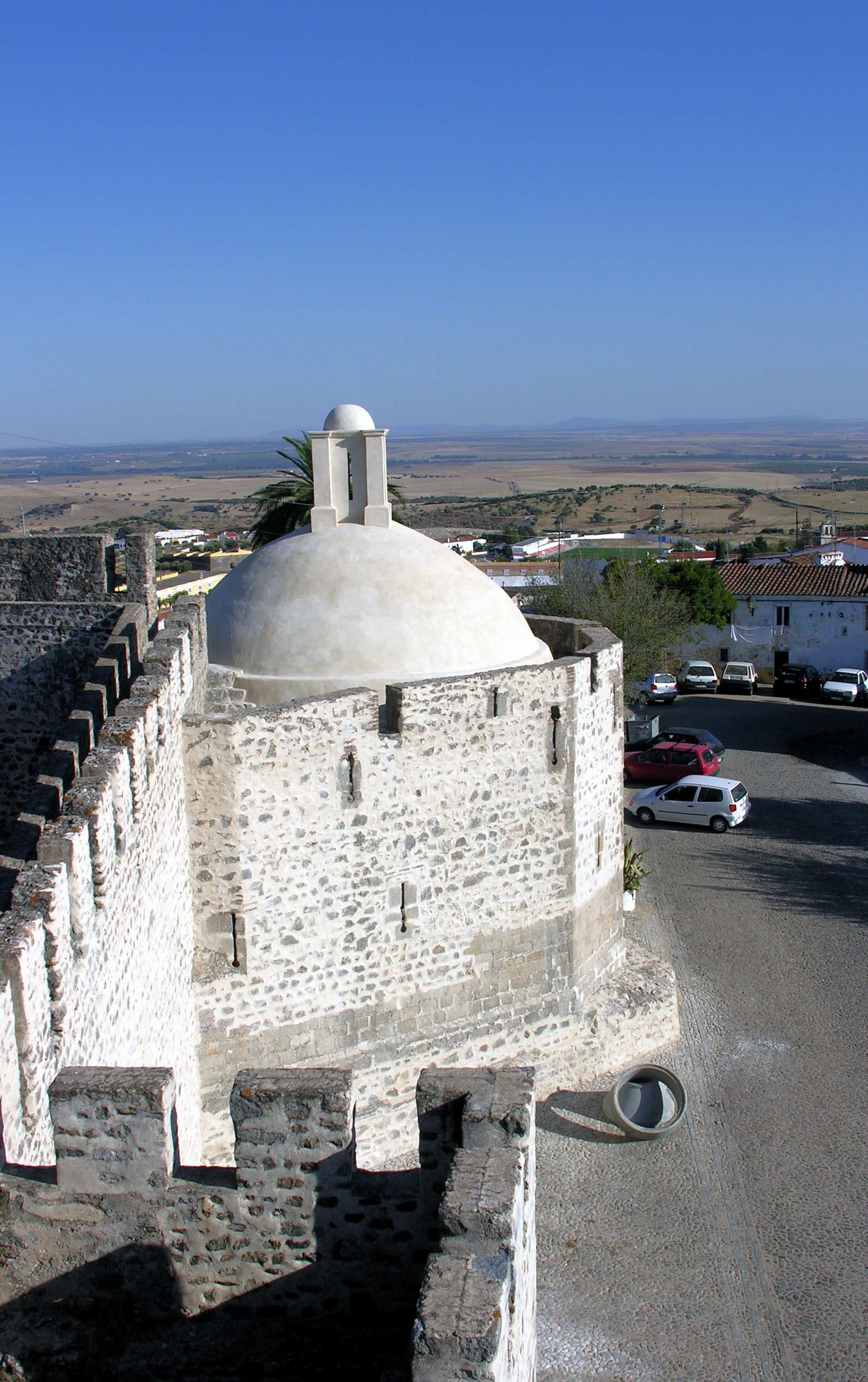
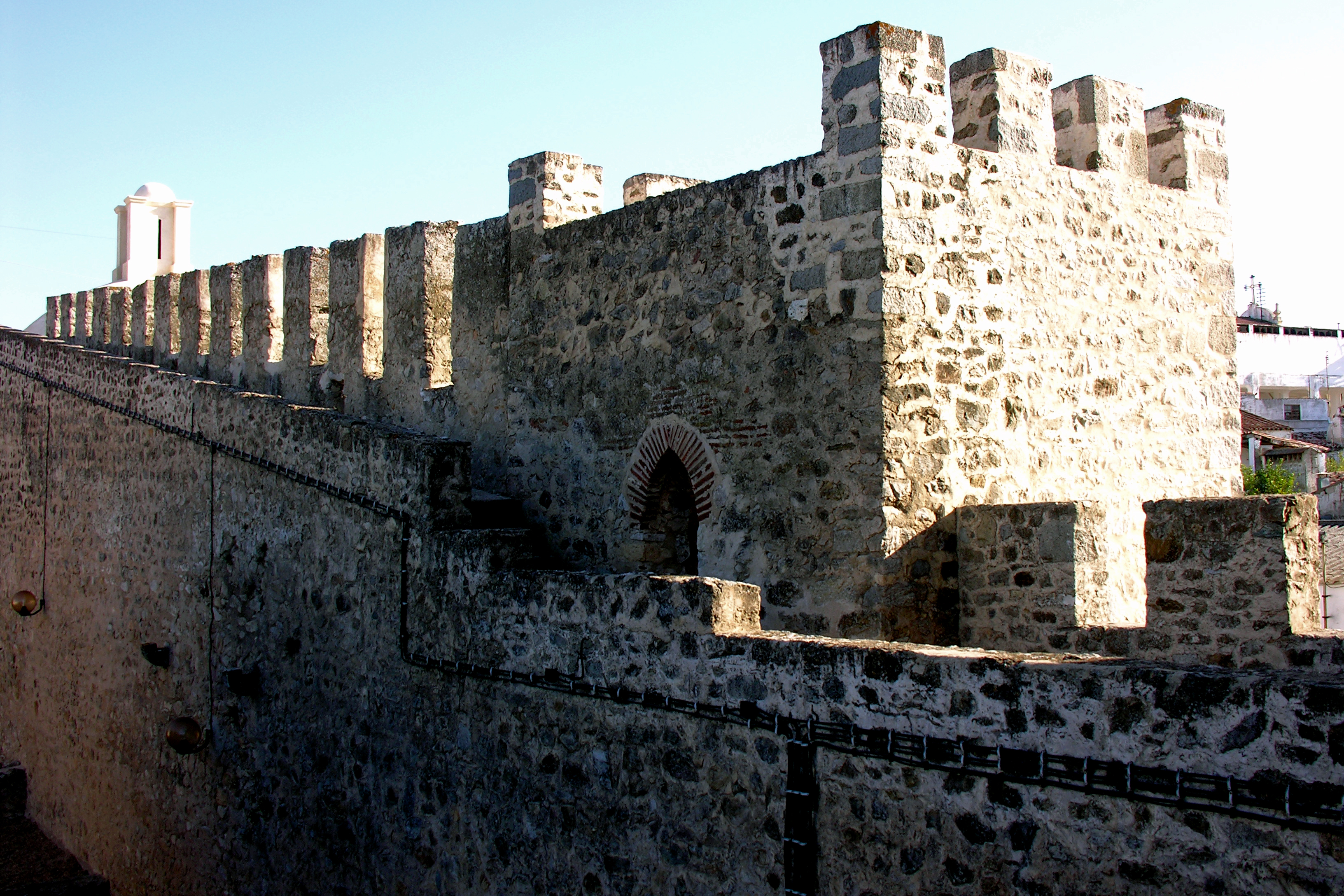
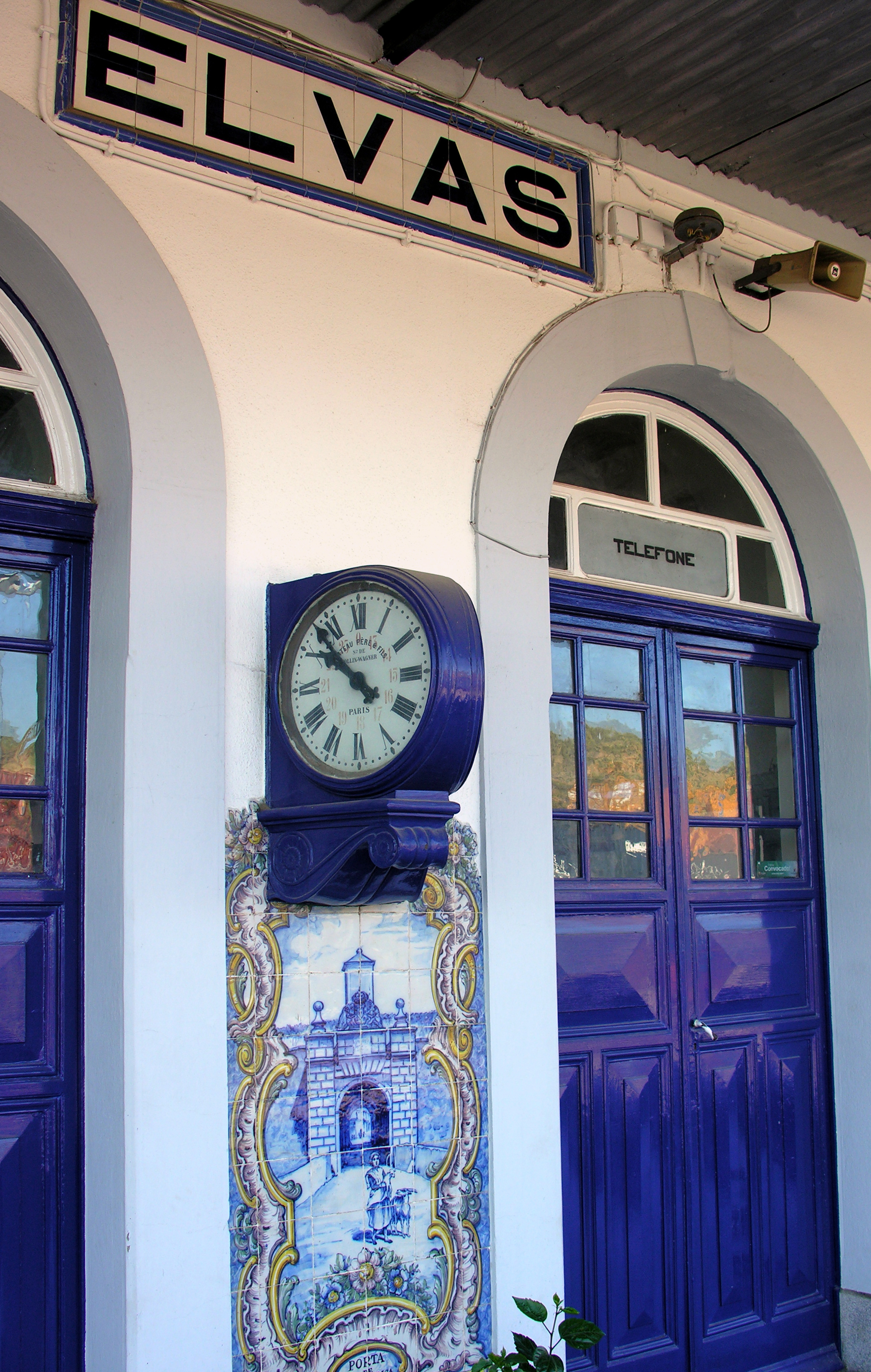
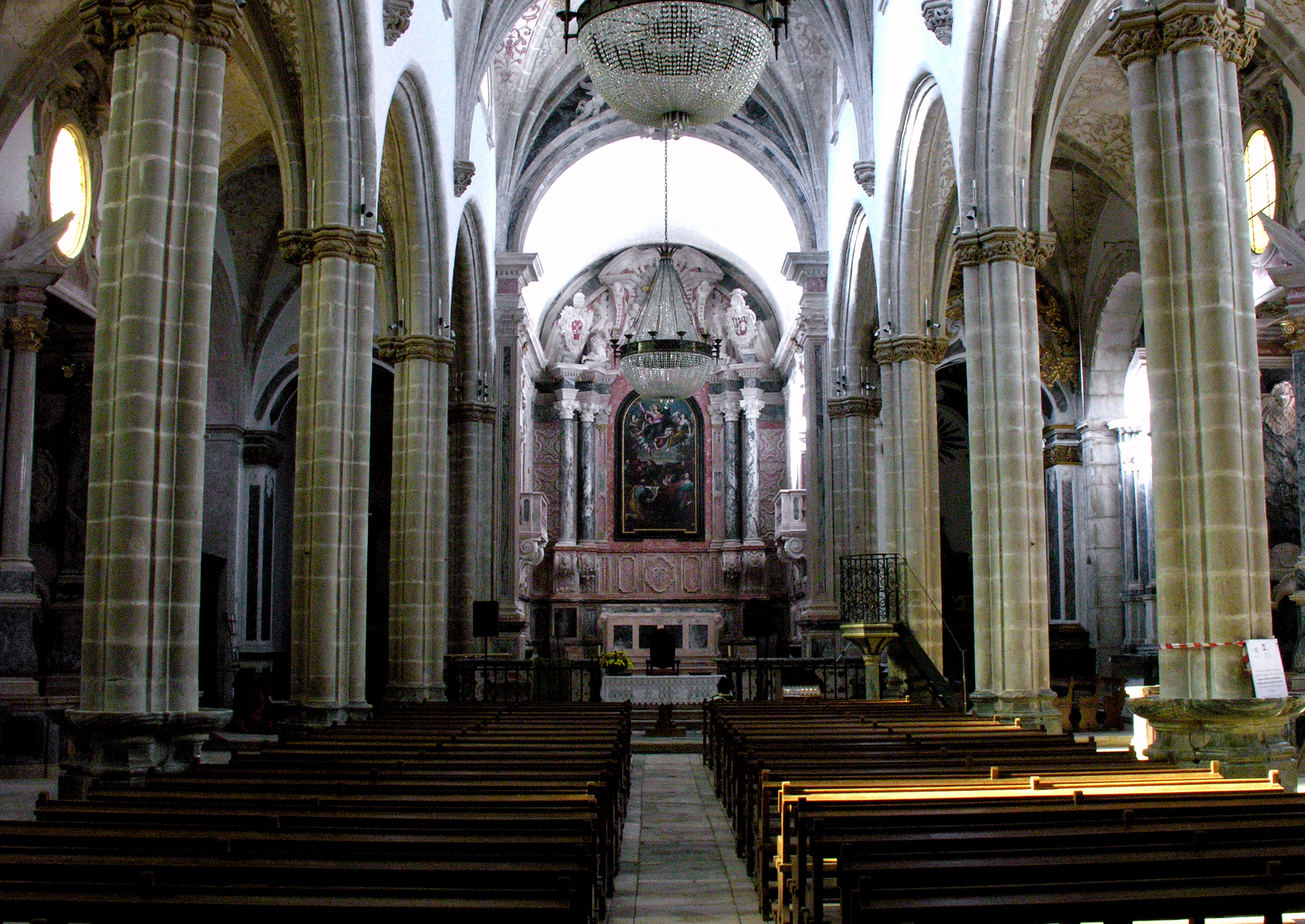